# Aartsbisschoppelijk paleis van Utrecht
Het aartsbisschoppelijk paleis van Utrecht is het woon- en werkpaleis van de aartsbisschop van Utrecht, momenteel kardinaal Wim Eijk,  en is gelegen aan de Maliebaan 40 te Utrecht.
Het pand werd in 1868 gebouwd als villa voor Hermanus Ameshoff (1817-1903), de toenmalige directeur van de Nederlandsche Rhijnspoorweg-Maatschappij. Hij nam een architect in de arm die veel voor de spoorwegen ontwierp: Nicolaas Johannes Kamperdijk, die ook huize Voorzorg had ontworpen.

In 1898 werd de villa aangekocht door mgr. Henricus van de Wetering, die hem liet verbouwen tot aartsbisschoppelijk paleis van het aartsbisdom Utrecht. Na het herstel van de bisschoppelijke hiërarchie woonden de aartsbisschoppen eerst in Den Bosch (Zwijsen) en in de pastorie van de Catharijnekerk aan de Nieuwegracht 61 (Schaepman en Snickers).
Het bisdom liet de villa uitbreiden met een neogotische kapel. De architect van deze kapel was J.W.F. van Schaik. De verbouwing werd in 1902 voltooid. Voordien was de residentie van de Nederlandse aartsbisschop gevestigd in het pand Nieuwegracht 61.